# Heavy Weather
| Recensione    | Giudizio |
| ------------- | -------- |
| AllMusic      |          |
| ARTISTdirect  | [ 4 ]    |
| Rolling Stone | [ 5 ]    |

Heavy Weather è l'ottavo album dei Weather Report, pubblicato nel 1977 dalla Columbia Records, considerato uno degli album emblematici del genere fusion.
Jaco Pastorius diventa il bassista stabile del gruppo, dopo aver collaborato in due brani del precedente album, Black Market. In questo album suona invece tutti i pezzi e ne compone due (Teen Town e Havona).
Heavy Weather fu subito un grande successo, vendendo quasi trecentomila copie appena dopo la pubblicazione.

## Il disco
Heavy Weather segna la definitiva maturazione del linguaggio dei Weather Report (e, in una certa misura, del linguaggio fusion più in generale). Le melodie sono raffinate e di immediata efficacia. Vengono definitivamente abbandonati i pedali modali tipici del jazz rock di Miles Davis, in favore di composizioni articolate in più sezioni. Cruciale nello sviluppo formale è il sapiente uso dei timbri, in particolare quelli creati grazie ai sintetizzatori. Di conseguenza, lo spazio lasciato all'improvvisazione è ridotto: in Heavy Weather i soli sono pochi e brevi.
Il disco si apre con Birdland, composizione di Zawinul che diventerà uno dei più grandi successi del gruppo. L'architettura formale è complessa, costituita da varie sezioni differenti, eppure immediatamente intellegibile grazie al regolare ritorno di un ritornello particolarmente orecchiabile. L'improvvisazione trova spazio solo alla fine del brano, con un solo di Zawinul eseguito sul ritornello ripetuto ad libitum. Birdland è dedicata all'omonimo locale newyorkese, uno dei luoghi più importanti del jazz negli anni cinquanta, a cui Zawinul era particolarmente affezionato. Negli anni successivi è stata successivamente reinterpretata da altri artisti, tra cui Maynard Ferguson, i Manhattan Transfer e Quincy Jones.
Il secondo brano è la ballad A Remark You Made, anche questo scritto da Zawinul, dove per la prima volta compaiono le melodie all'unisono sax-basso elettrico tipiche della fusion a venire. Segue Teen Town, scritto da Pastorius e divenuto simbolo del virtuosismo basso elettrico. Harlequin è invece scritto da Wayne Shorter. Rumba Mama è un solo di batteria (Alex Acuña) e percussioni (Manolo Badrena anche alla voce) ispirato alle atmosfere cubane. Su Palladium, ancora di Shorter, un tema frammentato si contrappone ad un incessante pattern ritmico di Pastorius. The Juggler e Havona chiudono il disco. Havona è il brano formalmente più tradizionale del disco, dove Zawinul, Shorter e Pastorius improvvisano a turno su una struttura chorus. Si tratta di un vero tour de force, con scelte ritmiche estremamente moderne, una frase velocissima eseguita all'unisono da basso e pianoforte e una serie di assoli straordinari, fra cui quello finale di Pastorius considerato uno dei più belli da lui registrati per ricchezza armonica e destrezza tecnica. Il brano fu poi eseguito raramente dal vivo, probabilmente a causa delle difficoltà tecniche che presentava.

## Tracce

### LP
Lato A
1. Birdland – 5:59 (Josef Zawinul)
2. A Remark You Made – 6:52 (Josef Zawinul)
3. Teen Town – 2:53 (Jaco Pastorius)
4. Harlequin – 4:00 (Wayne Shorter)

Lato B
1. Rumba Mama – 2:12 (Alex Acuña, Manolo Badrena)
2. Palladium – 4:45 (Wayne Shorter)
3. The Juggler – 5:05 (Josef Zawinul)
4. Havona – 6:03 (Jaco Pastorius)

## Musicisti
Birdland
- Josef Zawinul - sintetizzatore oberheim polyphonic, sintetizzatore ARP 2600, pianoforte acustico, voce, melodica
- Wayne Shorter - sassofono soprano, sassofono tenore
- Jaco Pastorius - basso, mandoloncello, voce
- Alejandro "Alex" Acuña - batteria
- Manolo Badrena - tambourine

A Remark You Made
- Josef Zawinul - pianoforte elettrico rhodes, sintetizzatore ARP 2600, sintetizzatore oberheim polyphonic
- Wayne Shorter - sassofono tenore
- Jaco Pastorius - basso
- Alejandro "Alex" Acuña - batteria

Teen Town
- Josef Zawinul - pianoforte elettrico rhodes, sintetizzatore ARP 2600, melodica, sintetizzatore oberheim polyphonic
- Wayne Shorter - sassofono soprano
- Jaco Pastorius - batteria, basso
- Manolo Badrena - congas

Harlequin
- Josef Zawinul - sintetizzatore ARP 2600, sintetizzatore oberheim polyphonic, pianoforte acustico, pianoforte elettrico rhodes
- Wayne Shorter - sassofono soprano
- Jaco Pastorius - basso
- Alejandro "Alex" Acuña - batteria
- Manolo Badrena - voce

Rumba Mama
- Manolo Badrena - voce, timbales, congas
- Alejandro "Alex" Acuña - congas, tom toms

Palladium
- Josef Zawinul - sintetizzatore ARP 2600, pianoforte elettrico rhodes
- Wayne Shorter - sassofono soprano, sassofono tenore
- Jaco Pastorius - basso, steel drums
- Alejandro "Alex" Acuña - batteria
- Manolo Badrena - congas, percussioni

The Juggler
- Josef Zawinul - pianoforte elettrico rhodes, sintetizzatore ARP 2600, pianoforte acustico, chitarra, tabla
- Wayne Shorter - sassofono soprano
- Jaco Pastorius - basso, mandoloncello
- Alejandro "Alex" Acuña - batteria, battito delle mani (handclap)
- Manolo Badrena - percussioni

Havona
- Josef Zawinul - pianoforte acustico, sintetizzatore oberheim polyphonic, sintetizzatore ARP 2600
- Wayne Shorter - sassofono soprano
- Jaco Pastorius - basso
- Alejandro "Alex" Acuña - batteria

Note aggiuntive
- Josef Zawinul - produttore, orchestrazione
- Jaco Pastorius - co-produttore
- Wayne Shorter - assistente alla produzione
- Registrazioni effettuate presso Devonshire Sound Studios, North Hollywood, California (Stati Uniti)
- Ron Malo - ingegnere delle registrazioni
- Jerry Hudgins e Brian Risner - assistenti ingegnere delle registrazioni
- Lou Beach - illustrazione copertina frontale album originale
- Keith Williamson - foto copertina album originale
- Nancy Donald - design copertina album originale[10]

## Classifica
Album
| Anno | Classifica             | Posizione raggiunta |
| ---- | ---------------------- | ------------------- |
| 1977 | Billboard 200          | 30                  |
| 1977 | Top R&B/Hip-Hop Albums | 33                  |
| 1977 | Official Albums Chart  | 43                  |